# Episodi di Tre cuori in affitto (seconda stagione)
La seconda stagione della sitcom Tre cuori in affitto è stata trasmessa negli Stati Uniti dal 13 settembre 1977 al 16 maggio 1978. 
| nº | Titolo originale               | Titolo italiano        | Prima TV USA      | Prima TV Italia |
| -- | ------------------------------ | ---------------------- | ----------------- | --------------- |
| 1  | Ground Rules                   | Le regole del gioco    | 13 settembre 1977 | 1984            |
| 2  | Jack Looks for a Job           | A luce rossa           | 20 settembre 1977 | 1984            |
| 3  | Janet's Promotion              | Misura per misura      | 27 settembre 1977 | 1984            |
| 4  | Strange Bedfellows             | Letto diletto          | 4 ottobre 1977    | 1984            |
| 5  | Chrissy's Date                 | Stretta la foglia      | 11 ottobre 1977   | 1984            |
| 6  | Alone Together                 | Notte in bianco        | 25 ottobre 1977   | 1984            |
| 7  | Roper's Car                    | Un affare comunque     | 1º novembre 1977  | 1984            |
| 8  | Cyrano De Tripper              | Cyrano                 | 8 novembre 1977   | 1984            |
| 9  | Chrissy's Night Out            | Un agente tra la gente | 15 novembre 1977  | 1984            |
| 10 | Stanley Casanova               | Stanley casanova       | 22 novembre 1977  | 1984            |
| 11 | Janet's High School Sweetheart | Avances di galera      | 29 novembre 1977  | 1984            |
| 12 | Jack's Uncle                   | Fitti e sfratti        | 6 dicembre 1977   | 1984            |
| 13 | Helen's Job                    | Torna a casa, Helen !  | 13 dicembre 1977  | 1984            |
| 14 | Three's Christmas              | Fiacco Natale          | 20 dicembre 1977  | 1984            |
| 15 | The Gift                       | Il regalo              | 3 gennaio 1978    | 1984            |
| 16 | The Rivals                     | Parte contro parte     | 10 gennaio 1978   | 1984            |
| 17 | The Baby Sitters               | Non c'è duo senza trio | 17 gennaio 1978   | 1984            |
| 18 | Home Movies                    | Eroticomica            | 24 gennaio 1978   | 1984            |
| 19 | Jack in the Flower Shop        | Jack di fiori          | 31 gennaio 1978   | 1984            |
| 20 | Jack's Navy Pal                | Faccia da schiaffi     | 7 febbraio 1978   | 1984            |
| 21 | Will the Real Jack Tripper...  | Il vero e il falso     | 14 febbraio 1978  | 1984            |
| 22 | Days of Beer and Weeds         | L'erba cattiva         | 21 febbraio 1978  | 1984            |
| 23 | Chrissy Come Home              | Sposi per un pelo      | 28 febbraio 1978  | 1984            |
| 24 | Bird Song                      | La meta è la metà      | 9 maggio 1978     | 1984            |
| 25 | Coffee, Tea or Jack            | Lettera o testamento   | 16 maggio 1978    | 1984            |

## Le regole del gioco
- Titolo originale: Ground Rules
- Diretto da: Bill Hobin
- Scritto da: Rick Orloff

### Trama
I tre ragazzi provano a stabilire delle regole per disciplinare l'utilizzo dell'appartamento durante le serate ma nascono subito le eccezioni.
- Guest star: Paul Ainsley (Jim), Gary Cookson (Alex), Jenifer Shaw (Veronica)
- Note: Basato sull'episodio Ma l'amore, sì di Un uomo in casa.

## A luce rossa
- Titolo originale: Jack Looks for a Job
- Diretto da: Bill Hobin
- Scritto da: Don Nicholl, Michael Ross e Bernie West

### Trama
Jack è alla ricerca di un lavoro e fra quelli che prova ci sono il modello per una rivista di nudo ed il venditore di enciclopedie porta a porta.
- Guest star: Bill Fiore (Harvey), Sally Kirkland (Sally), John Fiedler (Morris Morris)
- Note: Basato sull'episodio Dove sta l'Ecuador? di Un uomo in casa.

## Misura per misura
- Titolo originale: Janet's Promotion
- Diretto da: Bill Hobin
- Scritto da: George Burditt, Alan J. Levitt e Paul Wayne

### Trama
Una collega di Janet ottiene una promozione grazie al fatto di essere più procace di lei. La ragazza vorrebbe ricorrere alla chirurgia estetica.
- Guest star: J.J. Barry (Compton), Sandra deBruin (Chloe), Margaret Wheeler (Cliente)

## Letto diletto
- Titolo originale: Strange Bedfellows
- Diretto da: Bill Hobin
- Scritto da: George Burditt, Alan J. Levitt e Paul Wayne

### Trama
In assenza di Janet e Chrissy, Jack organizza una festa nell'appartamento. La mattina successiva trova il signor Roper nel suo letto.
- Guest star: Karen Smith-Bercovici (Celise), Alan Koss (Ralph)

## Stretta la foglia
- Titolo originale: Chrissy's Date
- Diretto da: Bill Hobin
- Scritto da: Don Nicholl, Michael Ross e Bernie West

### Trama
Jack e Janet scoprono che l'uomo che Chrissy sta frequentando è sposato.
- Guest star: Dick Sargent (Lloyd Cross), Joyce Bulifant (Signora Cross)
- Note: Basato sull'episodio Per un weekend in meno di Un uomo in casa.

## Notte in bianco
- Titolo originale: Alone Together
- Diretto da: Bill Hobin e Michael Ross
- Scritto da: Bryan Joseph

### Trama
Il signor Roper sarà momentaneamente assente e chiede a Janet di fare compagnia a sua moglie. Nel frattempo, Jack resta solo in casa con Chrissy.
- Guest star: Sondra Currie (Sherry Lee), Stuart Nisbet (Signor Crawford), W.G. McMillan (Agente)

## Un affare comunque
- Titolo originale: Roper's Car
- Diretto da: Bill Hobin
- Scritto da: Alan J. Levitt

### Trama
Il signor Roper vende la sua vecchia e malmessa automobile ai tre ragazzi ma, quando gli viene fatta un'offerta migliore trattandosi di macchina da collezione, tenta di riacquistarla.
- Guest star: Tom Lacy (Signor Wagstaff)

## Cyrano
- Titolo originale: Cyrano De Tripper
- Diretto da: Bill Hobin e Michael Ross
- Scritto da: George Burditt e Paul Wayne

### Trama
Chrissy invita a cena un suo nuovo amico dicendogli che cucinerà per lui. Quando si accorge di non esserne in grado, chiede aiuto a Jack.
- Guest star: Jess Nadelman (Michael Winthrop), Sarah Smith (Ragazza)

## Un agente tra la gente
- Titolo originale: Chrissy's Night Out
- Diretto da: Bill Hobin
- Scritto da: Stuart Gillard e Phil Hahn

### Trama
In un locale, Chrissy viene scambiata per una prostituta da un poliziotto.
- Guest star: James Cromwell (Detective Lannigan)

## Stanley casanova
- Titolo originale: Stanley Casanova
- Diretto da: Bill Hobin e Michael Ross
- Scritto da: Gary Belkin

### Trama
Il signor Roper vuole dimostrare di essere ancora attraente per le donne. Jack, a sua insaputa, gli organizza un incontro con una ragazza all'Arcobaleno ma la signora Roper scopre tutto.
- Guest star: Alba Francesca (Joan), Ivana Moore (Sandy) e Seth Foster (Steve)

## Avances di galera
- Titolo originale: Janet's High School Sweetheart
- Diretto da: Bill Hobin
- Scritto da: Dixie Brown Grossman

### Trama
Janet incontra Peter, un suo vecchio compagno di scuola, e lo invita a cena.
- Guest star: John Elerick (Peter Van Horn)

## Fitti e sfratti
- Titolo originale: Jack's Uncle
- Diretto da: Bill Hobin
- Scritto da: George Burditt, Mike Marmer e Paul Wayne

### Trama
A trovare Jack arriva suo zio Fremont, uomo anziano con il vizio di emettere assegni scoperti.
- Guest star: Don Porter (Fremont), Shirley Mitchell (Mona Carmichael)

## Torna a casa, Helen!
- Titolo originale: Helen's Job
- Diretto da: Bill Hobin
- Scritto da: George Burditt e Paul Wayne

### Trama
La signora Roper chiede al marito un aumento del suo mensile. Ottenuto un rifiuto, decide di cercarsi un lavoro. 
- Guest star: Paul Ainsley (Jim)

## Fiacco Natale
- Titolo originale: Three's Christmas
- Diretto da: Bill Hobin
- Scritto da: Don Nicholl, Michael Ross e Bernie West

### Trama
I ragazzi accettano l'invito dei Roper a trascorrere il giorno di Natale con loro. Tuttavia, si pentono della loro decisione quando ricevono un invito più interessante. 

## Il regalo
- Titolo originale: The Gift
- Diretto da: Bill Hobin
- Scritto da: George Burditt e Paul Wayne

### Trama
Jack compra un cappotto per conto del signor Roper, il quale vuole fare un regalo alla moglie. Chrissy vede l'acquisto e pensa sia per lei.
- Guest star: William Pierson (Dean Travers)

## Parte contro parte
- Titolo originale: The Rivals
- Diretto da: Bill Hobin
- Scritto da: Bernie Kahn e Charles Stewart

### Trama
Un cliente sta per incontrare Janet e la ragazza chiede aiuto a Chrissy. Le due ragazze litigheranno quando l'uomo si mostra più interessato a Chrissy che a Janet.
- Guest star: John Fink (Barry Gates)

## Non c'è duo senza trio
- Titolo originale: The Baby Sitters
- Diretto da: Sam Gary
- Scritto da: Don Nicholl, Michael Ross e Bernie West

### Trama
Janet ha promesso ad un amico di fare da baby sitter per suo figlio ma poi cede l'incarico a Jack e Chrissy. 
- Guest star: Archie Hahn (Jerry Randall), Lee Bryant (Punkin Randall), Gary Hollis (David), Brian Kend (Jonathan), Sheila Rogers (Madre di Jonathan)
- Note: Basato sull'episodio Concerto per baby sitter di Un uomo in casa.

## Eroticomica
- Titolo originale: Home Movies
- Diretto da: Bill Hobin
- Scritto da: Don Nicholl, Michael Ross e Bernie West

### Trama
Chrissy si appassiona al cinema e comincia ad usare una cinepresa. Larry tenta di utilizzare il proiettore per vedere un film a luci rosse con Jack e il signor Roper.
- Guest star: Richard Kline (Larry Dallas), Stuart Gillard (Neil)
- Note: Basato sull'episodio Roba da cineclub di Un uomo in casa.

## Jack di fiori
- Titolo originale: Jack in the Flower Shop
- Diretto da: Bill Hobin
- Scritto da: George Burditt, Ziggy Steinberg e Paul Wayne

### Trama
Al negozio di Janet serve un aiutante e Jack, in cerca di lavoro, viene assunto. 
- Guest star: J.J. Barry (Signor Compton), Mickey Deems (Signor Harwood), Natalie Schafer (Cliente)

## Faccia da schiaffi
- Titolo originale: Jack's Navy Pal
- Diretto da: Bill Hobin
- Scritto da: George Burditt, Alan J. Levitt e Paul Wayne

### Trama
Per evitare un aumento dell'affitto, i tre ragazzi invitano a cena i Roper. La serata è però rovinata dall'arrivo di Jim, un vecchio compagno di Jack, persona particolarmente violenta.
- Guest star: David Dukes (Jim Walsh)

## Il vero e il falso
- Titolo originale: Will the Real Jack Tripper...
- Diretto da: Bill Hobin e Michael Ross
- Scritto da: Don Nicholl, Michael Ross e Bernie West

### Trama
A causa di uno dei trucchi di Larry, Jack crede la sua ragazza sia incinta.
- Guest star: Richard Kline (Larry Dallas), Paul Ainsley (Jim), Anne Schedeen (Linda), Susan Blu (Sandra), Ted Gehring (Padre di Sandra)
- Note: Basato sull'episodio Mai dire il nome vero di Un uomo in casa.

## L'erba cattiva
- Titolo originale: Days of Beer and Weeds
- Diretto da: Bill Hobin
- Scritto da: Don Nicholl, Michael Ross e Bernie West

### Trama
Mentre puliscono il giardino dietro casa, i tre ragazzi raccolgono delle piante e ne donano alcune alla signora Roper per una composizione floreale da portare ad un concorso. Successivamente, Larry rivela loro che si tratta di piante di cannabis.
- Guest star: Richard Kline (Larry Dallas), David Tress (Agente), Ludi Claire (Giudice)
- Note: Basato sull'episodio Ma è stupefacente! di Un uomo in casa.

## Sposi per un pelo
- Titolo originale: Chrissy Come Home
- Diretto da: Bill Hobin
- Scritto da: Joyce Burditt, George Burditt, Mort Scharfman ed Harvey Weitzman

### Trama
Il padre di Chrissy, che è un prete, arriva in visita e sapendo che non approverebbe la  convivenza dei ragazzi, i tre gli raccontano che Jack è sposato con Janet.
- Guest star: Peter Mark Richman (Reverendo Snow)

## La meta è la metà
- Titolo originale: Bird Song
- Diretto da: Bill Hobin
- Scritto da: Don Nicholl, Michael Ross e Bernie West

### Trama
Janet possiede due biglietti per un concerto di Frank Sinatra. Jack e Chrissy cercano di accaparrarseli in tutti i modi. 
- Guest star: Richard Kline (Larry Dallas)
- Note: Basato sull'episodio A qualcuno piace Frank di Un uomo in casa.

## Lettera o testamento
- Titolo originale: Coffee, Tea or Jack
- Diretto da: Bill Hobin
- Scritto da: Madeline Di Maggio Wagner e Kathy Donnell

### Trama
Jack riceve la visita di una sua vecchia fiamma e sembra essere molto preso dalla ragazza. 
- Guest star: Loni Anderson (Susan Walters), Bruce Bauer (Pilota)